# 渋井陽子
渋井 陽子（しぶい ようこ、1979年3月14日 - ）は、日本の陸上競技選手。主な競技種目はマラソン、長距離トラック・10000m、駅伝など。2002年から18年にわたって10000mの日本記録を保持し、女子マラソンでも日本歴代4位の記録を持つ。2008年北京オリンピック女子長距離走（10000m）代表、2001年世界陸上エドモントン大会女子マラソン4位入賞。血液型はO型。

## 経歴

### 高校卒業まで
栃木県黒磯市（現・那須塩原市）出身。黒磯市立共英小学校、同厚崎中学校卒業。小学校の時から運動が好きでマラソン大会などもトップだった。中学時代は陸上部所属。
1994年、厚崎中学校卒業後、栃木県立那須拓陽高等学校に進学。高校総体栃木県大会で大会新をマーク、国体や全国高校駅伝でも活躍する。全国高校駅伝には高校2・3年時の1995年・1996年大会に出場し、いずれも同学年で2年連続1区区間賞のアン・ワムチ（仙台育英）、山中美和子（添上）、秦由華（市立船橋）らを相手に、エース区間1区6kmで14位・3位の成績だった。

### 高校卒業後〜アテネ五輪前
1997年に高校卒業後は大学には進まずに、当時の三井（現・三井住友）海上火災保険に入社、女子陸上部へ入部。20世紀中は、トラック競技・駅伝・長距離走で力を蓄えていった。
2001年1月の第20回記念大阪国際女子マラソンが初マラソンだったが、いきなり2時間23分11秒の当時初マラソン世界最高記録を達成して初優勝（当時1位記録を3分以上更新）、衝撃的なマラソンデビューを果たしている。同年8月の、世界陸上選手権エドモントン大会女子マラソン代表に選出された。
そのエドモントン世界陸上女子マラソンでは、本番前に風邪で体調を崩しながらも、リディア・シモン（ルーマニア）、土佐、スベトラーナ・ザハロワ（ロシア）らと先頭集団で最後まで争い、惜しくもメダルにあと一歩の4位に入賞。土佐礼子の銀メダル獲得と併せて、日本女子のマラソン団体優勝に貢献する（世界陸上では国別の団体戦も行われているため）。一躍2004年8月開催のアテネオリンピックの代表有力候補として注目されるようになった。
翌2002年5月には、アメリカのパロアルトの競技会で女子10000mの日本記録更新に挑戦、当時川上優子の持つ31分09秒46のタイムを20秒以上更新する、日本女子で初めて30分台に突入する30分48秒89の日本新記録を達成した（2位のディーナ・カスター（アメリカ合衆国）も当時のアメリカ新記録を樹立）。この記録は、新谷仁美が2020年12月4日に30分20秒44の新記録を出すまで18年間にわたって日本記録であった。
同年10月のシカゴマラソンでは、日本記録更新も期待されていた。序盤からポーラ・ラドクリフ（イギリス）、キャサリン・ヌデレバ（ケニア）らのハイペースに付いて行き、終盤はややペースダウンとなるが2時間21分22秒の3位に入り、自己記録を大きく更新した。
2003年3月の第24回名古屋国際女子マラソンに出走予定だったが、エントリー発表直前に足を故障、出場を断念。2003年8月の世界陸上選手権パリ大会は、マラソンでは無く10000mで出場したが周回遅れとなり、結局31分42秒01の記録で14位に終わる。
翌2004年アテネ五輪の女子マラソン代表選考レースだった、同年1月の第23回大阪国際女子マラソンでは、前半の思わぬ超スローペースに惑わされる。10Km過ぎから渋井自ら先頭集団を引っ張る形となり、27km地点付近の大阪城公園内で千葉真子の飛び出しには何とかついたが、優勝した坂本直子の30km地点から猛烈な高速スパートには全くついていけなかった。その後は完全にスローダウンとなり後続の選手に次々抜かれ、結局ゴール順位は9位と完敗だった。
2004年6月のアテネ五輪陸上競技選考会だった日本陸上選手権では、長距離トラック代表で五輪選出を目指したものの、女子10000mは9位、女子5000mは12位に終わり、目標だったアテネ五輪出場はならなかった。

### アテネ五輪後〜北京五輪
2004年9月のベルリンマラソンでは、当時シドニーオリンピック金メダリストの高橋尚子が持っていた日本記録を5秒更新する、2時間19分41秒（当時世界歴代4位）をマークして優勝（獲得賞金7万ユーロ・約950万円）、雪辱を果たした（その後、翌2005年9月のベルリンマラソンで、アテネ五輪金メダリストの野口みずきに日本記録を塗り替えられる）。この記録は、2013年8月時点で女子マラソン日本歴代2位（世界歴代12位）である。
2005年3月の第26回名古屋国際女子マラソンでは、レース直前に風邪を引き体調不良による影響で、35kmの手前で優勝争いから脱落。結果7位に終わり、世界陸上ヘルシンキ大会のマラソン代表入りを逃した。翌2006年3月の第27回名古屋国際女子マラソンでは、レース序盤から独走するも終盤ペースダウン、ゴールまで残り約1km付近で弘山晴美に逆転され、惜しくも2位となる。
2007年1月に行われた第26回大阪国際女子マラソンには、ほぼ同じコースで行われる世界陸上大阪大会女子マラソン代表を目指して出場。序盤から野口みずきの持つ大会新記録を目指し、優勝した原裕美子と共にハイペースで飛ばしたが、中盤で故障が発生して29Km付近で原に突き放される。その後34km過ぎでは突然立ち停まってしまい、両足を屈伸する場面も有って急失速、結果10位に終わり又も世界陸上出場は断たれた。
2008年8月に開催される北京オリンピックの女子マラソン国内代表選考会だった、2007年11月の第29回東京国際女子マラソンに出場。現日本記録保持者の野口みずきとの一騎討ちが予想されたが、後半の30km手前で再び失速。その後は尾崎朱美や大南博美らにも抜かれて結局7位と敗北、前回のアテネ五輪に続いて北京五輪も女子マラソン代表を逃した。
しかし2008年4月27日の兵庫リレーカーニバル女子10000mでは2位に入り、五輪参加標準記録Aを突破する31分19秒73の好タイムをマーク。そして同年6月27日の日本陸上選手権女子10000mでは、ゴール直前まで2位の赤羽有紀子と3位の福士加代子らとデッドヒートを展開、残り50ｍ渋井が先頭に立ち、31分15秒07の大会新記録で日本選手権初優勝を果たした。これによって、渋井の北京五輪代表が内定となる（6月29日の女子5000mにも出場したが4位留まりだった）。その後6月30日の日本陸連理事会において、念願であった初のオリンピックへは、長距離トラック種目（10000m）の代表として正式に選出となった。
北京オリンピックの女子10000m本番レースは2008年8月15日に行われたが、序盤からの超高速なペースについていけず、終盤周回遅れとなり17位に終わった（ゴールタイムは31分31秒13）。

### 北京五輪後〜ロンドン五輪前
今大会で最後となる2008年11月の第30回東京国際女子マラソンに出場（世界陸上ベルリン大会選考レース）。レース前半から5Kmラップ16分台のハイペースで独走していたが、後半で17〜19分台にペースダウン。38.4Kmで優勝した尾崎好美に逆転され、その後も加納由理、マーラ・ヤマウチ（イギリス）にかわされて4位に留まった。
東京から約2か月後の2009年1月に開催された第28回大阪国際女子マラソンへ、世界陸上代表選出を目指して再挑戦。レース序盤から5Kmラップが17分台前半で進む先頭集団に加わっていたが、30Km付近で渋井自らロングスパートを仕掛ける。それについていったのは今回初マラソンの赤羽有紀子ひとりだったが、31Km過ぎでさらに渋井がスパートすると赤羽もついていけなくなり、渋井の独走状態となる。スピードは最後まで衰えることなく、40 km〜ゴールまでのタイムも7分2秒と歴代日本人最速となるラップを叩きだし、結果2位の赤羽とは1分58秒の大差をつける圧勝で、2004年9月のベルリン以来4年4か月ぶりのマラソン優勝を飾り、世界陸上ベルリン大会・女子マラソン代表に内定する。
しかし、2009年8月の世界陸上ベルリン大会女子マラソン本番前に、右足の甲を痛めるケガが悪化。疲労骨折と診断されたため、同レースを欠場する事を表明した（補欠の森本友も体調不良により出場辞退。同女子マラソンの日本代表は4人で出場、その内尾崎好美が銀メダルを獲得）。それから2009年12月の全日本実業団女子駅伝の出走後、暫くの期間完全休養に入っていた。翌2010年11月の東日本実業団対抗女子駅伝に出場、1年近くぶりに公式レース復帰を果たしている。
久々のフルマラソン出場だった東京マラソン2011女子の部では、27Km付近でトップに立ち、独走状態となった。だが35Km辺りからだんだんペースが落ち始め、39Km過ぎでタチアナ・アリャソワ（ロシア）に追い抜かれ、その後も日本女子トップの樋口紀子とタチアナ・ペトロワ（ロシア）にかわされてしまい、結局4位（当初）だった。しかし翌2012年1月、優勝者だったアリャソワのドーピング違反が発覚し失格したため、女子優勝は2着だった樋口に変更となり、渋井の順位も3位に繰り上がった。
2011年8月の北海道マラソンは、中盤一人抜け出して一時独走となった吉田香織にはついていかず、2位グループで待機するが、33Km過ぎにスパートした後吉田に逆転優勝した森本友には徐々に離されて後退し、3位に留まった（同じくエントリーしていた土佐礼子は座骨神経痛により欠場）。
2012年8月開催のロンドンオリンピック女子マラソンの国内最終選考会だった、同年3月の第1回名古屋ウィメンズマラソンでは、30Km過ぎまでトップグループに位置し存在感をアピール。34km付近辺りで先頭集団から徐々に遅れ始め、優勝のアルビナ・マヨロワ（ロシア）や、尾崎好美（2位）・中里麗美（3位）に先行され、日本人3番手の4位でゴール。それでも本人自身は充実感を覚えたのか、フィニッシュ後は右手を突き上げて喜びを表していた。また一般参加の土佐礼子がラストランで40位でのゴール後、二人は笑顔で健闘を称え合っていた。

### ロンドン五輪後
同2012年7月、現役選手兼三井住友海上女子陸上部のプレーイングアドバイザーに就任し、4年後の2016年4月には同陸上部の選手兼ヘッドコーチに転任。2013年以降、マラソンでは好成績を残せなくなったが、2016年8月開催のリオデジャネイロオリンピック女子マラソン国内選考会だった、2015年11月のさいたま国際マラソンでは4位（日本人では吉田香織に次いで2番手）に入り、ほか東日本実業団女子駅伝・20年連続の出場となった全日本実業団女子駅伝へ出走。
2017年4月より、城西大学附属城西高等学校のプレイングコーチにも就任している。
2020年4月1日、三井住友海上 女子陸上競技部 コーチに就任。

## エピソード・人物
非常にお茶目でひょうきんな性格の持ち主でもある。
2004年アテネオリンピック女子マラソンで5位入賞の部の先輩（入社は渋井が先）でよき理解者でもある土佐礼子（現・三井住友海上火災保険女子陸上競技部・プレーイングアドバイザー）を尊敬しており、またかつて土佐は渋井のレースにおいて“セコンド”役を買って出ることもあった。
腹筋が趣味。

## 渋井陽子のマラソン日本記録
- 2時間19分41秒：2004年9月26日 ベルリンマラソン

|            | 5 km  | 10 km | 15 km | 20 km   | ハーフ  | 25 km   | 30 km   | 35 km   | 40 km   | ゴール  |
| ---------- | ----- | ----- | ----- | ------- | ------- | ------- | ------- | ------- | ------- | ------- |
| タイム     | 16:29 | 32:58 | 49:26 | 1:06:04 | 1:09:40 | 1:22:32 | 1:39:07 | 1:55:24 | 2:12:11 | 2:19:41 |
| スプリット | 16:29 | 16:29 | 16:28 | 16:38   |         | 16:28   | 16:35   | 16:17   | 16:47   | 7:30    |

## マラソン戦績
| レース日（現地時間） | レース名                       | 順位 | 記録          | 備考                                                           |
| -------------------- | ------------------------------ | ---- | ------------- | -------------------------------------------------------------- |
| 2001年1月28日        | 第20回記念大阪国際女子マラソン | 優勝 | 2時間23分11秒 | 当時初マラソン世界最高記録・世界陸上エドモントン大会選考レース |
| 2001年8月12日        | 世界陸上エドモントン大会       | 4位  | 2時間26分33秒 | マラソン団体戦では日本女子が金メダル獲得                       |
| 2002年10月13日       | シカゴマラソン                 | 3位  | 2時間21分22秒 |                                                                |
| 2004年1月25日        | 第23回大阪国際女子マラソン     | 9位  | 2時間33分02秒 | アテネオリンピック代表選考レース                               |
| 2004年9月26日        | ベルリンマラソン               | 優勝 | 2時間19分41秒 | 当時日本最高記録                                               |
| 2005年3月13日        | 第26回名古屋国際女子マラソン   | 7位  | 2時間27分40秒 | 世界陸上ヘルシンキ大会代表選考レース                           |
| 2006年3月12日        | 第27回名古屋国際女子マラソン   | 2位  | 2時間23分58秒 | ドーハアジア競技大会代表選考レース                             |
| 2007年1月28日        | 第26回大阪国際女子マラソン     | 10位 | 2時間34分15秒 | 世界陸上大阪大会代表選考レース                                 |
| 2007年11月18日       | 第29回東京国際女子マラソン     | 7位  | 2時間34分19秒 | 北京オリンピック代表選考レース                                 |
| 2008年11月16日       | 第30回東京国際女子マラソン     | 4位  | 2時間25分51秒 | 世界陸上ベルリン大会代表選考レース                             |
| 2009年1月25日        | 第28回大阪国際女子マラソン     | 優勝 | 2時間23分42秒 | 世界陸上ベルリン大会代表選考レース                             |
| 2009年7月26日        | サンフランシスコマラソン       | 優勝 | 2時間46分34秒 | 練習の一環として出場                                           |
| 2009年8月23日        | 世界陸上ベルリン大会           | DNS  | 記録無し      | 故障により欠場                                                 |
| 2011年2月27日        | 東京マラソン2011               | 3位  | 2時間29分03秒 | 当初4着だったが優勝者のドーピング違反で順位繰り上げ            |
| 2011年8月28日        | 北海道マラソン                 | 3位  | 2時間35分10秒 |                                                                |
| 2012年3月11日        | 第1回名古屋ウィメンズマラソン  | 4位  | 2時間25分02秒 | ロンドンオリンピック代表選考レース                             |
| 2013年1月27日        | 第32回大阪国際女子マラソン     | 8位  | 2時間32分41秒 | 世界陸上モスクワ大会代表選考レース                             |
| 2013年4月21日        | ロンドンマラソン               | 17位 | 2時間37分35秒 | 世界陸上モスクワ大会代表選考レース                             |
| 2014年2月23日        | 東京マラソン2014               | 85位 | 3時間11分05秒 |                                                                |
| 2015年3月8日         | 第4回名古屋ウィメンズマラソン  | 13位 | 2時間31分15秒 | 世界陸上北京大会代表選考レース                                 |
| 2015年11月15日       | 第1回さいたま国際マラソン      | 4位  | 2時間31分06秒 | リオデジャネイロオリンピック代表選考レース                     |
| 2016年7月3日         | ゴールドコーストマラソン       | 5位  | 2時間38分11秒 |                                                                |
| 2018年2月4日         | 第56回愛媛マラソン             | －位 | 3時間43分27秒 | ゲストランナーで参加のため順位なし                             |

渋井のマラソンに関しては、序盤から中盤にかけてハイペースで突っ走るも、終盤の30Km以降で失速するというレースパターンが多い。特に2011年2月の東京マラソンではレース中盤で一時首位に立ちながらも、ゴールまであと残り3Kmを過ぎて後続の選手に次々と追い抜かれ3位（当初4着だったが繰り上げ）に甘んじた。
近年の優勝例である2009年1月の大阪国際女子マラソンでは、前半は控え気味にややスローペースの先頭集団に待機していた。後半に入ってから渋井自ら集団から抜け出し、独走に持ち込む作戦に出たが、結果的にこれが功を奏した格好となる。しかしながら、内定代表だった同年8月の世界陸上ベルリン大会女子マラソンは、右足の故障により出場を辞退した。

## 関連書籍
- 『確実に完走できる!マラソン　走りの実力に合わせて、無理なくレベルアップ! (実用BEST BOOKS)』（鈴木秀夫(監修)、日本文芸社、2006/11、土佐礼子・渋井陽子を写真モデルとして掲載、ISBN 978-4537204964）